# مارکو فیلومنو
مارکو فیلومنو (انگلیسی: Marco Filomeno؛ زادهٔ ۸ ژوئن ۱۹۶۵) بازیکن فوتبال اهل ایتالیا است.
از باشگاه‌هایی که در آن بازی کرده‌است می‌توان به باشگاه فوتبال سنت گالن اشاره کرد.